# Albert Siffait de Moncourt

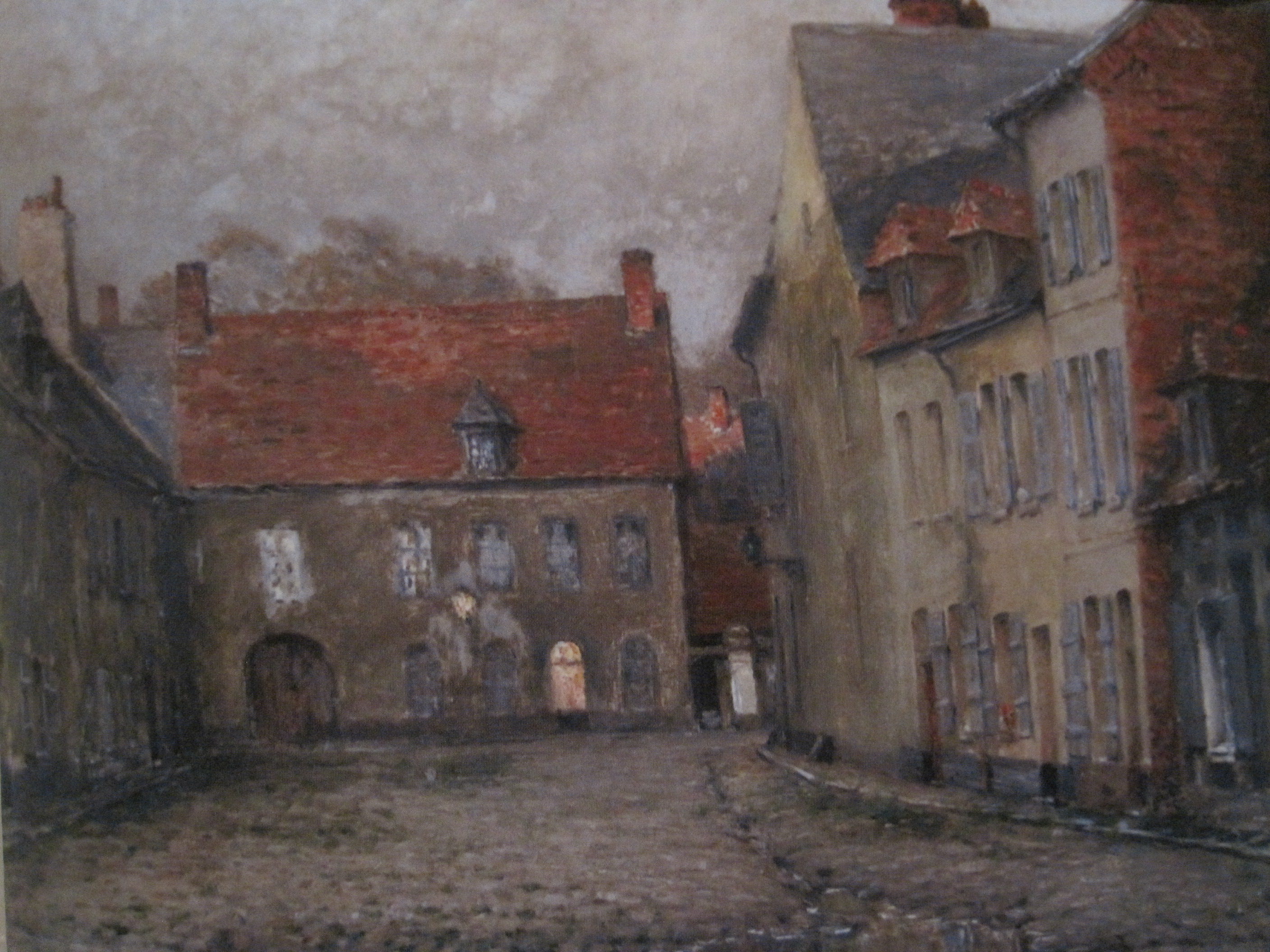
Place Saint-Jacques

Albert Siffait de Moncourt (* 17. Dezember 1858 in Nantua; † 14. April 1931 in Rue) war ein französischer Maler des späten 19. und frühen 20. Jahrhunderts.

## Biografie
Über seine Kindheit und Jugend sowie seinen Umzug nach Paris ist nichts bekannt. Man weiß, dass er die Ateliers von Karl-Emest Lehman (1814–1882) und Luc-Olivier Merson (1846–1920) besuchte. Von 1882 bis 1890 schickte er jedes Jahr ein oder zwei seiner Bilder in den Salon des artistes français; 1890 erhielt er die Ehrenmedaille für sein Gemälde Die Übergabe von Calais (heute im Musée de Picardie, Amiens). Zwischen 1871 und 1914 schickte er verschiedene Bilder an andere Pariser Salons; 1897 wurden einige seiner Bilder in der Galerie von Paul Durand-Ruel ausgestellt. Zusammen mit befreundeten Malern besuchte er auch die renommierte Académie Julian. Am Ersten Weltkrieg nahm er als einfacher Soldat teil. Von 1918 bis 1930 beschickte er wieder regelmäßig die Pariser Salons; über Verkäufe seiner Bilder zu Lebzeiten ist jedoch nichts bekannt.

## Werk
Viele Bilder von Albert Siffait de Moncourt entstanden im Freien, vor allem an der Somme-Bucht; aber auch Dorf- und Stadtansichten von Abbeville, Amiens und Rue gehörten zu seinem Repertoire.

## Ausstellungen
Die erste Einzelausstellung seiner Werke fand von Juni bis November 2003 im Musée Boucher de Perthes in Abbeville statt.